# サンタンカ
サンタンカ （学名∶Ixora chinensis Lam.） はアカネ科の低木。赤い花を多数纏めてつけ、非常に美しい。沖縄には古くに入り、沖縄と九州の一部では野生化している。

## 特徴
常緑性の低木。樹高は1-3mになり、全株無毛。節ごとに托葉があり、3角形か広3角形で先端は針状に尖って突き出し、長さ3-7mm。葉は倒卵状楕円形で先端は尖らず、基部は次第に細くなって短い葉柄に続く。葉身の長さは5-13cm、幅は2-6cmで、葉柄の長さは1-4mm。
花は主に7-8月に咲くが、ほぼ通年に見ることが出来る。花序全体が紅色をしている。花序は茎の先端に出る集散花序で、多数をまとめてつける。萼筒は長さ1mm、先端が4つに裂けており、その裂片は広卵形で先端が丸く、長さ1mmほど。花筒は長さ2-3cm、幅1mmほど、外面は無毛、花筒の内側には軟らかな毛を密生するが外側の面は無毛。花筒の先端は4つの裂片に裂け、それぞれの裂片は倒卵円形で先端は丸くて長さ5-7mm、幅4-6mm。葯は細長くて葯は花筒から抜け出て伸び出す。花柱は細長くて長さ2.5-3.5cm、軟らかな毛がまばらにある。液果は横長の球形で縦向きに走る溝があり、長さ4mm、幅5mm。熟すと紅紫色になる。種子は径3mm。

### 名称

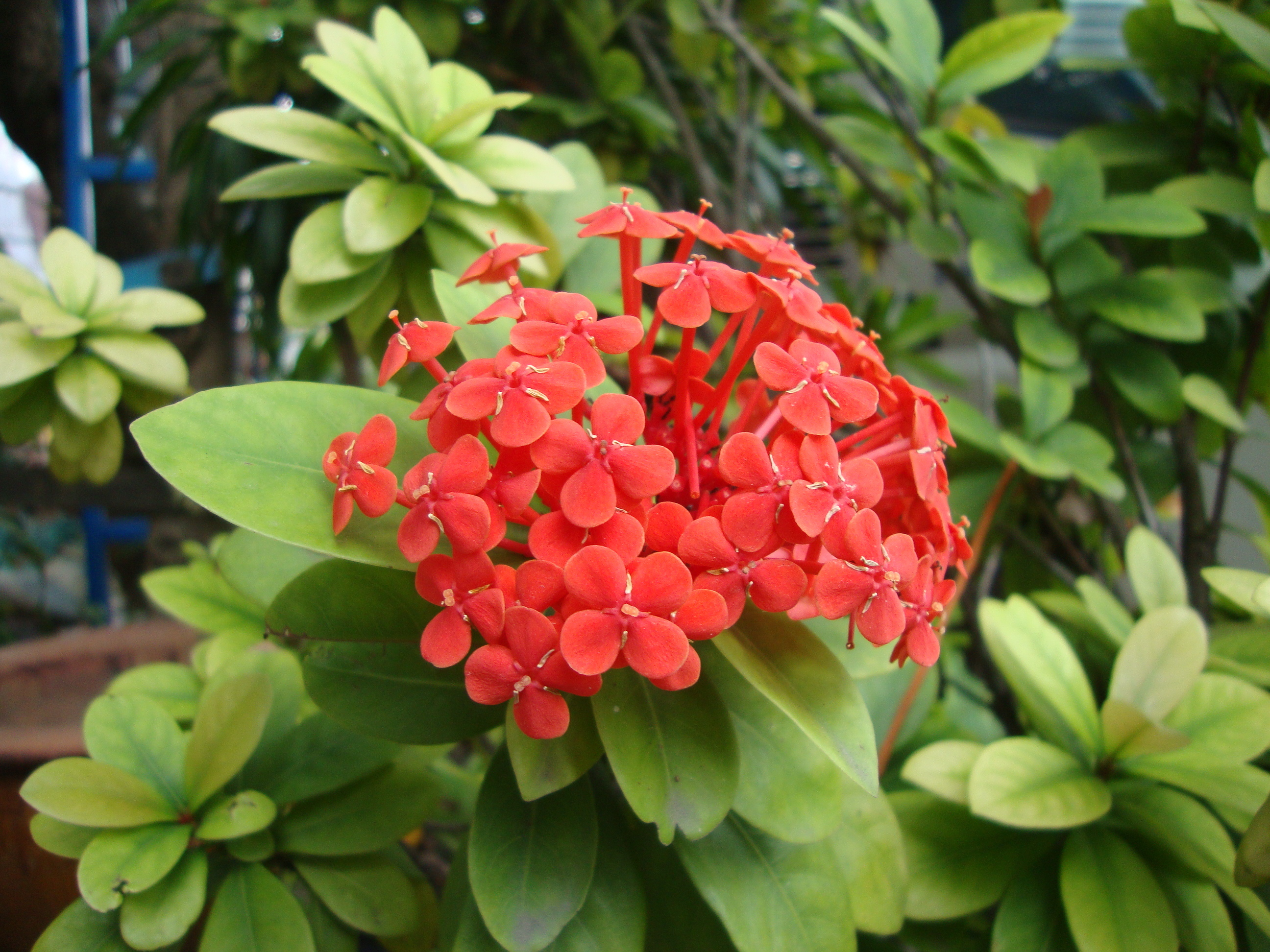

名前はサンタンカは山丹花、別名をサンダンカ（三段花）といい、福岡(1997)はその由来は不明としている。三段花については佐竹他(1997)は当て字であろうとしている。
天野(1982)は、昔、南中国の奥東潮州の黄という婦人がおり、彼女が潮州の仙丹山を通る際に簪を落とし、それがこの花に化し、それ以降仙丹山にはこの花が多い、という伝説を紹介している。
現在では同属の多くの種が持ち込まれて流通しているため、園芸方面では学名仮名読みのイクソラがよく通じるという。

## 分布
中国南部からマレーシアにかけてを原産とする。現在では九州南部までに帰化した例がある。
沖縄や久米島では古くより逸出して野生状態でも見られる。

## 分類
サンタンカ属には世界の熱帯域に300-400種があり、日本の在来種はない。その中で本種が最も古くに日本に導入された種である。他によく栽培されているものとしてはベニデマリ I. coccinea が挙げられる。この種の変種であるキバナサンタンカ I. coccinea var. lutea も普及している。また花の白いシロバナサンダンカ I. parvoflora は本種の白花ではなく別種である。またより赤みが強く弁が細いダッフィー I. duffi も熱帯アジアで大型の庭木や生け垣に使われる。
名前の上で似ているものにクササンタンカ Pentas lanceolata があり、花の様子などが似ていることからこの名があるが、別属であり、またこの種は熱帯アフリカ原産である。

## 利用

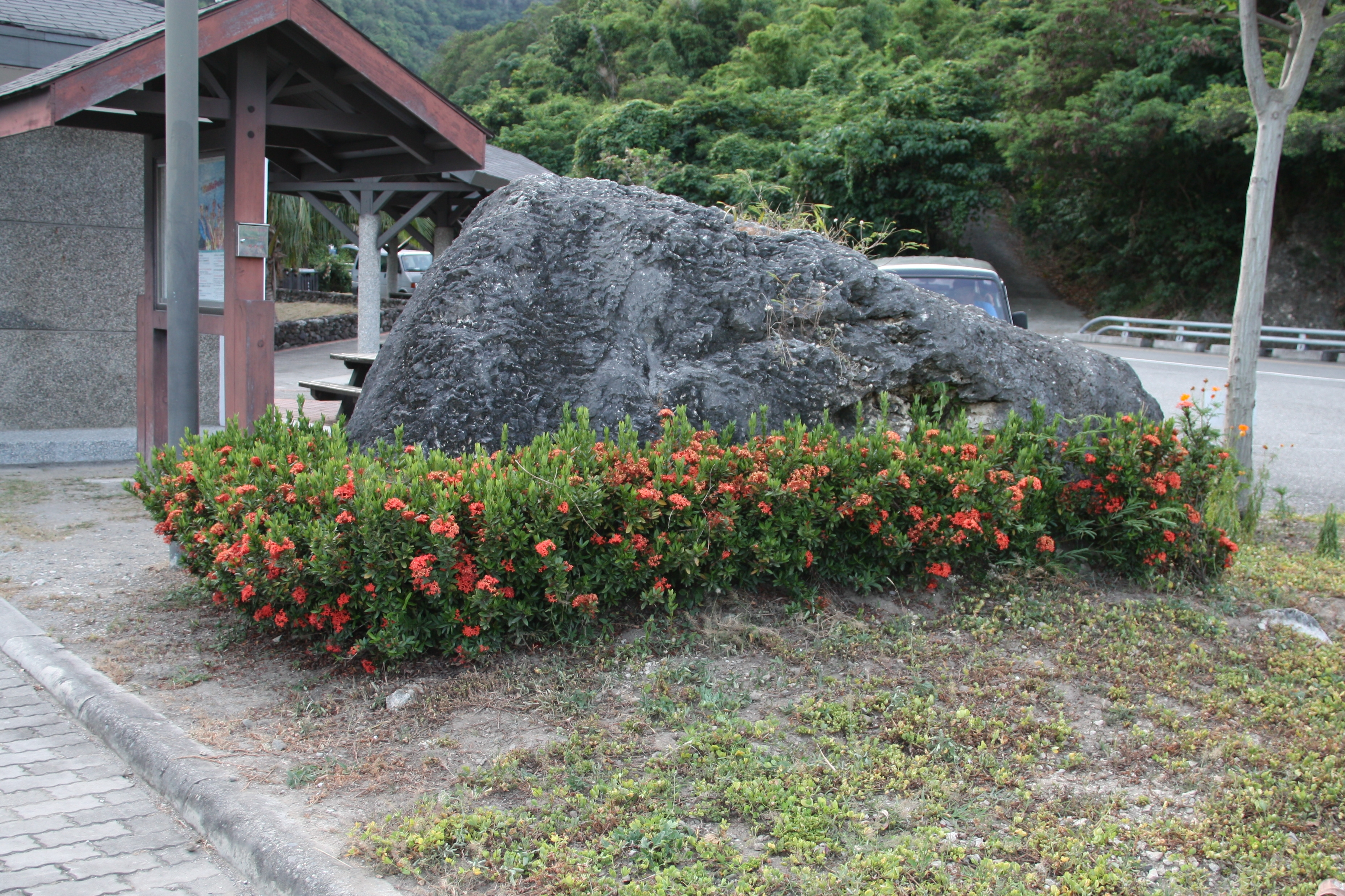
生け垣の形にしたもの

花が美しいことから観賞用に栽培される。薬用とされたこともある。
沖縄では古くより栽培され、時に琉球の三名花の一つとされる。
日本本土には江戸の中期（正保年間：1644-1647とも）に琉球から江戸に入ったと見られ、三段花と呼ばれた。坂上登の『琉球植物志』（1770、明和7年）に初めて出てくる他、岩崎灌園の『本草図譜』に図が出ている。
園芸品種としては白花の 'Alba' や濃橙色のディクシアナ 'Dixiana' が有名である。
日光によく当てることが必要で、日射不足では軟弱になり、また花付きが悪くなる。低温への耐性もあり、5-8℃で越冬出来るが、開花には15℃以上を必要とする。